# Abbaye Saint-Léopold de Nancy
L'abbaye Saint-Léopold est une ancienne abbaye de Nancy.

## Histoire
L'abbaye doit son origine au prieuré de Belval, bénédictin, fondé à Portieux au XIIe siècle. Celui-ci fut supprimé en 1616 et transféré à Nancy par le duc de Lorraine Henri II. Des bâtiments furent construits pour les moines, terminés en 1626 ; mais les finances manquèrent pour construire l'église. Selon l'abbé Lionnois, les plans de celle-ci auraient été dessinés par Siméon Drouin sur le modèle de l'église romaine des Incurables.
En 1701, le duc de Lorraine Léopold en fit une abbaye, sous l'invocation de son saint patron, saint Léopold d'Autriche.
La construction de l'église reprit, et elle passe pour avoir été remarquable. Elle fut terminée en 1705, et consacrée en 1737. Le premier abbé fut dom Humbert Belhomme.
Le célèbre dom Calmet fut abbé de Saint-Léopold de 1718 à 1728.
Le couvent, comme bien d'autres mais après une existence plutôt brève, fut supprimé à la Révolution. Sous la Restauration, les Visitandines ne purent réoccuper leur ancien couvent, occupé par le Lycée impérial devenu royal (lycée Henri-Poincaré aujourd'hui) ; elles achetèrent alors Saint-Léopold, dont elles firent raser l'église en 1822.
L'actuel lycée Paul-Louis-Cyfflé occupe désormais l'emplacement de l'abbaye Saint-Léopold.